# بازی ویدئویی قسمتی
بازی ویدئویی قسمتی (به انگلیسی: Episodic video game) یک بازی ویدئویی با طول روایت کوتاه‌تر است که بصورت قسمت در مجموعه ای پیوسته و بزرگتر منتشر می‌شود. بازی‌های قسمتی با بازی‌های ویدئویی معمولی تفاوت دارند زیرا اغلب محتوای کمتر دارند اما به‌طور مکرر توسعه می‌یابند.
ممکن است مجموعه بازی‌های قسمتی پیوستگی داشته یا نداشته باشد، اما همیشه فضا و محیط، پیکربندی، شخصیت‌ها، سبک، یا درون مایه را حفظ می‌کند. از زمان ظهور سیستم‌های توزیع دیجیتال، تولید قسمتی بازی‌ها در بین توسعه دهندگان بازی‌های ویدئویی رواج یافت، که می‌تواند توزیع را بسیار کاهش داده ولی ساخت قسمت‌ها را از نظر مالی مقرون به صرفه کند. از طرف دیگر، می‌توان از آن برای توصیف روایت بازی استفاده کرد. نمونه‌هایی از بازی‌های ویدیویی قسمتی شامل اکثر بازی‌های استودیو تل‌تیل گیمز، آلن ویک، اتومبیل‌دزدی بزرگ: قسمت‌هایی از لیبرتی‌سیتی، لایف ایز استرنج، رزیدنت ایول: افشاگری‌ها، افشاگری‌ها ۲، نیمه‌عمر ۲: قسمت نخست (و قسمت دوم).

## دیگر منابع
- Catalin Z. Alexandru [December 2006] "Episodic Gaming, fact or fiction". TheG33ks.
- Ricardo Sanchez [October 2006] "What is episodic?. GameDaily
- Jason Kraft and Chris Kwak (آوریل ۲۰۰۶) "Episodic Gaming in the Age of Digital Distribution". GamaSutra.
- David Edery (آوریل ۲۰۰۶) "In Defense of Episodic Content - A Response to the Above Article".
- Patrick Klepek (آوریل ۲۰۰۶) "Bethesda Responds To Oblivion Issues" - Fan reaction to the Horse Armour expansion. 1UP.com
- N. Evan Van Zelfden (مارس ۲۰۰۶) "Dallas Developers: Ritual" - Steve Nix of Ritual Entertainment discusses Episodic delivery of SiN Episodes. Next Generation
- Kris Graft (اوت ۲۰۰۵) Micropayments. Next Generation
- Ben Williamson (آوریل ۲۰۰۳) "Episodic gaming"[پیوند مرده] Futurelab
- Pete Rojas (اوت ۲۰۰۲) "But Serially, a Game in Episodes?" Wired
- David Kushner (مارس ۲۰۰۲) " So What, Exactly, Do Online Gamers Want?" The New York Times